# Stylita-Jadwiga Rudzka
Stylita-Jadwiga Rudzka SCB, imię chrzestne Maria (ur. 31 października 1887 w Leśnicy koło Opola, zm. 7 maja 1978 w Jastrzębiu-Zdroju) – polska zakonnica, przełożona generalna Zgromadzenia Sióstr Miłosierdzia św. Karola Boromeusza.

## Życiorys
Była córką Jana i Anny z domu Koptoń. W kwietniu 1903 wstąpiła do zgromadzenia zakonnego Sióstr Miłosierdzia św. Karola Boromeusza w Trzebnicy. Odbyła tam nowicjat i w 1904 została skierowana do Gliwic, gdzie ukończyła Seminarium Ochroniarskie. Wysłana została następnie do pracy w ochronce w Brzegu, potem w Świętochłowicach i Mysłowicach. W Mysłowicach przebywała w latach 1912-1930 i pełniła funkcję matki przełożonej. Była także prefektą w pensjonacie dla dziewcząt w Cieszynie oraz przełożoną lokalną w domach zakonnych w Tarnowskich Górach i Jastrzębiu-Zdroju.
W 1945, kiedy zgromadzenie zakonne wymagało reorganizacji po II wojnie światowej, Stylita-Jadwiga Rudzka została najpierw mianowana wikarią generalną, a następnie powołana na przełożoną generalną. Zajęła się aktywnie pracą organizacyjną, m.in. doprowadziła do utworzenia nowego domu generalnego (poprzedni w Trzebnicy został zabrany na potrzeby wojskowe) wraz z nowicjatem w Mikołowie. Na okres pełnienia przez nią funkcji przełożonej generalnej przypadł znaczący wzrost powołań.
Odeszła z funkcji przełożonej w 1960. W ostatnich latach życia kierowała domem wypoczynkowym sióstr w Jastrzębiu-Zdroju, tam zmarła w wieku 90 lat. Została pochowana na cmentarzu w Mikołowie.